# Gooimeer
Das Gooimeer (deutsch: „Gooisee“) ist ein See in den Niederlanden, südlich von Flevoland. Es handelt sich um ein Überbleibsel der ehemaligen Zuiderzee, das bei der Abgewinnung von Land erhalten blieb. Das Gooimeer ist durch Deiche mit je einer Autobahn im Westen vom Ĳmeer und im Osten vom Eemmeer abgetrennt. Die größte Ortschaft am Binnensee ist Huizen.